# 267017 Yangzhifa
267017 Yangzhifa este o planetă minoră (asteroid) din centura de asteroizi. A fost descoperită pe 16 octombrie 1995 la Colleverde⁠(d) de Vincenzo Silvano Casulli⁠(d). 
Obiectul prezintă o orbită caracterizată de o semiaxă mare de 2,3428050325327 UAi, o excentricitate de 0,23, o înclinație de 1,8 ° în raport cu ecliptica.